# Jason James
Jason "Jay" James, född 13 januari 1981 i Bridgend, Wales, är en brittisk musiker. Han var den andra basisten i metalcorebandet Bullet for My Valentine och sjöng/growlade även i bandet.